# Keep It Steady
Keep It Steady är en singel av Songs: Ohia, utgiven 2002 på Secretly Canadian

## Låtlista

### A-sida
1. "Keep It Steady" - 4:43

### B-sida
1. "United or Lost Alone" - 3:18